# Aeropuerto Apiaguaiki Tumpa
Aeropuerto Apiaguaiki Tumpa (IATA: MHW, OACI: SLAG) es un aeropuerto público ubicado en la localidad de Monteagudo, Departamento de Chuquisaca, Bolivia